# Haplocladium miser
Haplocladium miser là một loài Rêu trong họ Thuidiaceae. Loài này được (Paris & Broth.) Broth. mô tả khoa học đầu tiên năm 1907.